# Bollklubben Derby
O Bollklubben Derby, ou simplesmente BK Derby, é um clube de futebol da Suécia fundado em 15 de fevereiro de 1912. Sua sede fica localizada em Linköping.